# The Algemeiner Journal
The Algemeiner Journal je v angličtině vycházející židovský týdeník, sídlící v americkém Brooklynu.

## Historie
Týdeník byl založen v roce 1972 Geršonem Jacobsonem, který byl jeho šéfredaktorem až do své smrti v roce 2005. Týdeník, mezi jehož hojné čtenáře patří např. chasidští Židé, vycházel původně v jidiš pod názvem Der Algemeiner Journal, včetně čtyřstránkové anglickojazyčné přílohy.